# Wybory prezydenckie w Polsce w 1926 roku (drugie)
Wybory prezydenckie w Polsce w 1926 roku odbyły się w 1 czerwca. O stanowisko prezydenta ubiegało się przed Zgromadzeniem Narodowym trzech kandydatów. Wybory prezydenckie odbyły się dzień po poprzednich wyborach z powodu nieprzyjęcia stanowiska przez Józefa Piłsudskiego. Posiedzeniu przewodniczył marszałek Sejmu Maciej Rataj.

## Wyniki
| Zdjęcie | Imię i nazwisko | Formacja wystawiająca        | Głosy w I turze | Głosy w II turze |
| ------- | --------------- | ---------------------------- | --------------- | ---------------- |
|         | Ignacy Mościcki | sanacja                      | 215             | 281              |
|         | Adolf Bniński   | Związek Ludowo-Narodowy      | 211             | 200              |
|         | Zygmunt Marek   | Polska Partia Socjalistyczna | 56              | 1                |

W I turze oddano 545 głosów, z czego 482 ważne i 63 nieważne. Wymagana większość wynosiła 242 głosy. W II turze (gdy wymagana większość także wynosiła 242 głosy) oddano 545 głosów, z czego 476 głosów ważnych oraz 69 głosów nieważnych.
W wyniku głosowania w II turze na prezydenta RP wybrany został Ignacy Mościcki. Zaprzysiężenie prezydenta odbyło się 4 czerwca 1926.